# Chimalpay
Chimalpay är en ort i Mexiko.   Den ligger i kommunen Angel R. Cabada och delstaten Veracruz, i den sydöstra delen av landet, 400 km öster om huvudstaden Mexico City. Chimalpay ligger 43 meter över havet och antalet invånare är 211.
Terrängen runt Chimalpay är platt åt nordväst, men åt sydost är den kuperad. Runt Chimalpay är det ganska tätbefolkat, med 96 invånare per kvadratkilometer. Närmaste större samhälle är Angel R. Cabadas, 2,9 km väster om Chimalpay. Omgivningarna runt Chimalpay är en mosaik av jordbruksmark och naturlig växtlighet.